# 斯洛比德卡 (諾夫哥羅德-謝韋爾斯基區)
51°52′1″N 32°54′58″E / 51.86694°N 32.91611°E
斯洛比德卡（烏克蘭語：Слобідка），是烏克蘭的村落，位於該國北部切爾尼戈夫州，由諾夫哥羅德-謝韋爾斯基區負責管轄，始建於1700年，面積1.12平方公里，海拔高度165米，2001年人口366，人口密度每平方公里326.8人。